# H. Jon Benjamin
H. Jon Benjamin (n. 1966) este un comedian, scenarist, și producător american. Este cunoscut în special pentru rolul său în Bob's Burgers.